# Klaus Johannis
Klaus Werner Johannis (på rumænsk Iohannis; født 13. juni 1959 i Sibiu) er en rumænsk politiker. Han har været borgmester i byen Sibiu i Transsylvanien siden 2000 og siden den 28. juni 2014 har han været formand for det Nationalliberale parti (PNL). Han blev valgt Rumæniens præsident den 16. november 2014 og blev sat ind på posten den 21. december 2014.

## Baggrund
Johannis tilhører det tyske mindretal i Rumænien. Han har læst fysik på Universitetet Babes-Bolyai i Cluj. Efter studiet arbejdede han som lærer på forskellige gymnasier i Sibiu. Fra 1997 til 2000 var han skoleinspektør.

## Politisk aktivitet
I 2000 blev Johannis valgt som borgmester i Sibiu, støttet af det Demokratiske Forum for Tyskerne i Rumænien - den tyske mindretals forening.
Han blev genvalgt i 2004 med 88,7 % af stemmerne. Han har opnået at Sibiu blev valgt til Europæisk kulturhovedstad i 2007 (sammen med Luxemburg). Under Johannis blev det gamle bycentrum renoveret, byens infrastruktur (gader, vand, kloak, elforsyning) blev fornyet og lufthavnen blev udvidet.
Klaus Johannis blev genvalgt i 2008 med over 80 % af stemmerne og igen i 2012 med næsten 78 %.
Den 28. juni 2014 blev Klaus Johannis valgt som formand for det Nationalliberale parti (PNL). Partiet har også udnævnt ham som kandidat til præsidentvalget den 2. november 2014 hvor han har fået 30,37 % af stemmerne (andenplads efter Rumæniens premierminister Victor Ponta som har fået 40,44 %). Klaus Johannis blev valgt til Rumæniens præsident i valgets anden runde den 16. november 2014 med knap 55 % af stemmerne.

## Dekorationer og medaljer
- Johannis er æressenator af Universitetet Babes-Bolyai
- 2006: Bundesverdienstkreuz
- 2007: Ridder af Rumæniens Stjerne
- 2008: Solidaritetens Stjerneorden, Italien
- 2009: Æresfortjensttegnet for Republikken, Østrig
- 2009: Fortjenstordenen, Luxembourg
- 2009: Kroneordenen, Belgien
- 2010: Æresplakette for Forbundet af Hjemstavnsfordrevne (Bund der Vertriebenen), Tyskland
- 2010: Den Jødiske Fællesskabets venskabsmedalje, Rumænien
- 2014: Bundesverdienstkreuz, 1. klasse, Tyskland